# كاستل دي لوتشو
كاستل دي لوتشو (بالإيطالية: Castel di Lucio)‏ هي بلدية في مقاطعة ميسينا في صقلية الإيطالية.

## السكان
في سنة 1861 بلغ عدد السكان 2٬001 نسمة، وتطور العدد ليصل في سنة 2011 لـ 1٬366 نسمة.
يظهر هذا المخطط البياني تطور النمو السكاني لـ كاستل دي لوتشو